# Antonio Calderón Cruz
Antonio Calderón Cruz (* 13. Juni 1959 in Guatemala-Stadt, Guatemala) ist ein guatemaltekischer Geistlicher und römisch-katholischer Bischof von Jutiapa.

## Leben
Félix Eduardo Antonio Calderón Cruz empfing am 5. Juni 1986 das Sakrament der Priesterweihe für das Bistum San Marcos.
Am 25. Januar 2016 ernannte ihn Papst Franziskus zum ersten Bischof des mit gleichem Datum errichteten Bistums Jutiapa. Die Bischofsweihe spendete ihm der Bischof von Jalapa, Julio Edgar Cabrera Ovalle, am 23. April desselben Jahres. Mitkonsekratoren waren der Bischof von Huehuetenango, Álvaro Ramazzini, und der Bischof von Verapaz, Cobán, Rodolfo Valenzuela Núñez.